# Avenue Monplaisir (Bruxelles)
Pour les articles homonymes, voir Avenue Monplaisir.
L'avenue Monplaisir (en néerlandais : Monplaisirlaan) est une avenue bruxelloise à cheval sur la commune de Bruxelles-ville et sur celle de Schaerbeek qui va du boulevard Lambermont à la place Princesse Élisabeth en passant par la rue Joseph Van Camp, la rue Georges Garnir et la rue Maurice des Ombiaux.
La numérotation des habitations va de 1 à 107 pour le côté impair (Schaerbeek), tandis que du côté pair (Bruxelles-ville) il n'y a que l'arrière des bâtiments de la SNCB.
Précédemment, l'avenue s'appelait rue Fours à Chaux. Elle a été renommée avenue Monplaisir le 17 juin 1851 du nom de l'ancien domaine de Monplaisir.

## Adresses notables
à Schaerbeek :

- no 77 : Imprimerie
- n° 77 : Truck & Co
- no 101 : Hôtel